# Венец (Шуменская область)
Венец (болг. Венец) — село в Болгарии. Находится в Шуменской области, административный центр общины Венец. Население села на 15 мая 2008 года  — 986 человек.
Село расположено на юго-востоке Болгарии, в северо-западной части Шуменской области. В 1975 году здесь был построен радиопередающий центр для вещания в дециметровом диапазоне — телевизионных программ и в метровом диапазоне — радио-программ (FM) . Антенна центра высотой 302 м — самая высокая телевышка в Болгарии, причём самый мощный ТВ-передатчик в Болгарии находится неподалёку.

## Политическая ситуация
Кмет (мэр) общины Венец — Нехрибан Османова Ахмедова (движение «За права и свободы» (ДПС)) по результатам выборов.